# Kita (Tokio)
Kita (北区 Kita-ku?) es un barrio especial de la Metrópolis de Tokio, en Japón. Es común que se autodenomine "Ciudad de Kita".  En 2008, la población era de 332.410 habitantes, con una densidad de 16.140 personas por km², en un área de 20,59 km².
Su nombre significa norte, y se refiere a su localización entre los barrios especiales. El barrio especial es atravesada por los ríos Arakawa y Sumida. El barrio especial fue creada el 15 de marzo de 1947.